# Retinoid

1, 2, 3 thế hệ retinoid hợp chất.

Các retinoids là một nhóm các hợp chất hóa học có dạng vitamin A hoặc có liên quan về mặt hóa học đến nó. Retinoids được dùng trong y học, có tác dụng điều tiết sự tăng trưởng tế bào biểu mô.
Retinoids có nhiều chức năng quan trọng đối với toàn cơ thể, bao gồm cả các vai trò trong cái nhìn bên ngoài, quy định sự tăng sinh tế bào và biệt hóa tế bào, sự phát triển của tế bào xương, chức năng miễn dịch, và sự kích hoạt của các gen ức chế khối u.
Nghiên cứu cũng được thực hiện trong khả năng của nó để điều trị ung thư da. Hiện nay, alitretinoin (acid 9-cis-retinoic) có thể được sử dụng bôi tại chỗ giúp da điều trị thương tổn da từ Kaposi.

## Loại
Có ba thế hệ của retinoids:
- Thế hệ đầu tiên, gồm có, retinol, retinal, tretinoin (retinoic acid), isotretinoin, và alitretinoin
- Thế hệ thứ hai bao gồm etretinate và acitretin - chất chuyển hóa của nó
- Thế hệ thứ ba gồm adapalene, bexarotene, và tazarotene

Một số các tác có thể cân nhắc những retinoids có nguồn gốc từ pyranones như một thế hệ thứ tư.. Hợp chất như vậy được gọi là seletinoid G.

## Sử dụng
Retinoids được sử dụng trong điều trị nhiều bệnh khác nhau và có hiệu quả trong việc điều trị của một số tình trạng da liễu như các rối loạn viêm da, ung thư da, các rối loạn của tăng số lượng tế bào (ví dụ như bệnh vẩy nến), hiện tượng quang hóa, và nếp nhăn da 
Điều kiện da phổ biến được điều trị bởi retinoids bao gồm mụn trứng cá và bệnh vẩy nến.
Isotretinoin không chỉ được coi là giải pháp duy nhất có khả năng chữa mụn trứng cá ở một số bệnh nhân, mà còn là phương pháp điều trị ban đầunhưng đã cho một số loại ung thư nhất định, như bệnh bạch cầu.
Retinoids có biết để giảm thiểu nguy cơ mắc ung thư ở vùng đầu và vùng cổ.